# Balada Quente
Balada Quente é uma canção da cantora brasileira de axé music Gilmelândia, conhecida na ocasião apenas como Gil. Foi lançada em 2003 como segundo single do álbum Movimento.

## Lançamento
Em 24 de janeiro de 2003 Gil anunciou que estava ensaiando a coreografia de seu novo single, declarando que seria "Balada Quente". A canção foi apresentada pela primeira vez em seu desfile no Farol Folia, uma prévia do Carnaval de Salvador.

## Recepção da crítica
Érick Melo do portal Carnasite, especializado em axé music, classificou a canção como boa, dando três estrelas das quarto de sua avaliação, fazendo críticas positivas ao dizer que a canção, apesar de apostar na música pop e não ser do gênero axé music, é dançante e boa, comparando-a com as canções feitas por artistas como Luciana Melo, Fat Family, Maurício Manieri e Vinny.
| “ | “Vou Badalar (Final de Semana)” e “Balada Quente” estão bem acima da média do restante do CD. Mas também falta a elas o tempero e o dendê das batidas apimentadas e afrodisíacas da música baiana. | ” |

## Desempenho nas tabelas
| Paradas (2003)          | Posição |
| ----------------------- | ------- |
| Brasil — Hot 100 Brasil | 18      |

## Histórico de lançamento
| País   | Data | Formato                   | Gravadora       |
| ------ | ---- | ------------------------- | --------------- |
| Brasil | 2003 | download digital, Airplay | Universal Music |